# Lerma (fiume)
Il Lerma (in spagnolo: Río Lerma Santiago) è il secondo fiume più lungo del Messico. Scorre per una lunghezza di 965 km nella regione centro occidentale del paese.
Le sue fonti sono negli altopiani centrali del Messico una altitudine di oltre 3.000 metri sul livello del mare. Sfocia nel lago di Chapala, il più grande lago messicano, vicino alla città di Guadalajara nello Stato di Jalisco, formando parte del sistema Lerma-Chapala-Santiago.